# Johann Josef Dengler
Johann Josef Dengler (* 1. Juli 1921 in St. Georgen am Steinfelde, Niederösterreich; † 6. Februar 2011 in Wien) war ein österreichischer Diplomat.

## Leben
Dengler studierte nach dem Kriegsdienst in der deutschen Wehrmacht und Kriegsgefangenschaft in Russland an der Universität Wien Rechtswissenschaften und Philologie und wurde 1950 Dr. iur.
Er trat dann in das Bundesministerium für auswärtige Angelegenheiten (BMfAA) ein und kam 1951 in die Personalabteilung. 1952 war er in Prag, 1953–1957 in Stockholm und 1957–1960 Referent im Südtirolreferat des BMfAA; in letzterer Funktion hielt er auch heimlich Kontakt mit dem terroristischen Befreiungsausschuss Südtirol. Von 1961 bis 1974 war er Generalkonsul in Zagreb. 1974–1978 war er Abteilungsleiter der Wirtschafts- und Verkehrssektion. Von 1978 bis 1982 diente er als österreichischer Botschafter in Budapest und von 1982 bis 1986 als Botschafter in Helsinki. Von 1986 bis 1989 war er stellvertretender Exekutivsekretär des Wiener Folgetreffens der KSZE.
Botschafter Dengler engagierte sich besonders in Fragen regionaler Außen- und Kulturpolitik und bekleidete auf diesem Gebiet Ehrenfunktionen wie die des Präsidenten des österreichischen Kulturgesprächs und der Österreichisch-kroatischen Gesellschaft. Er veröffentlichte auch regelmäßig Beiträge für die Kleine Zeitung in Graz sowie für die in Wien erscheinenden Tageszeitungen Die Presse und Der Standard.
Er war seit 1947 Mitglied des ÖAAB. Im fortgeschrittenen Alter war er gemeinsam mit John Gudenus (FPÖ) und Andreas Mölzer (FPÖ) Herausgeber der Zeitung Zur Zeit.
Seit 1948 war er Mitglied der katholischen Studentenverbindung KaV Norica Wien im ÖCV, aus der er am 25. Juni 2007 ausgeschlossen wurde, da seine späten Publikationen nicht als mit den Grundwerten der Studentenverbindung vereinbar angesehen wurden.
Der christlichsoziale Politiker Josef Dengler war sein Vater. Sein Sohn Veit Dengler ist Manager im Medienbereich.